# Ramenski sklep
Ramenski sklep (latinsko articulatio humeri) je po svoji funkciji in obliki pravi okrogli sklep (articulatio spheroidea) in ima med vsem sklepi v človeškem telesu največjo gibljivost. Sklep tvorita dve kosti, nadlahtnica (os humeri) in lopatica (os scapulae) na katerima se nahajata sklepni površini:
- glava nadlahtnice (caput humeri),
- glenoidalna ponev (cavitas glenoidalis scapulae).

Zaradi majhne konkavne sklepna površine na lopatici (glenoidalna ponev zaobjame le tretjino glave nadlahtnice), povečuje sklepno ponev hrustančast labrum glenoidale. Na ta način pomaga k stabilizaciji sklepa, saj je ta zaradi velike gibljivostiin razmerja med sklepnima površinama nestabilen. Pri stabilzaciji sodelujejo tudi vezi in mišice, predvsem skupina mišic rotatorne manšete. V skupino spadajo naslednje mišice:
- nadgrebenčnica (m.supraspinatus),
- podgrebenčnica (m.infraspinatus),
- mala okrogla mišica (m.teres minor),
- podlopatična mišica (m.subscapularis).

## Sklepna ovojnica
Ramenski sklep obdaja ohlapna fibrozna ovojnica ali kapsula. Medialno se pripenja na rob glenoidalne ponve in prehaja na anatomski vrat nadlahtnice, ki se nahaja pod glavo nadlahtnice. Tako premošča medgrčični žleb nadlahtnice (sulcus intertubercularis) in ga pretvori v kanal (canalis intertubercularis). 
Na notranji strani, ob fibrozni poteka še sinovialna ovojnica. Ta obdaja še kito dvoglave upogibalke roke (vagina synovialis intertubercularis) in jo spremlja vse do kirurškega vratu nadlahtnice.
Sklepna ovojnica je najbolj šibka na spodnjem, inferiornem delu sklepa, saj je tu ne ojačujejo mišice rotatorne manšete. Tveganje dislokacije  je zato tu večje.

## Vezi ramenskega sklepa
Najpomembnejše vezi so naslednje:
- glenohumeralna vez (ligg.glenohumeralia), ki ojačuje sprednji, anteriorni del sklepne ovojnice. Sestoji se iz treh vezivnih trakov, ki potekajo od roba glenoidalne ponve proti majhni grčici (tuberculum minus) nadlahtnice.
- Korakohumeralna vez (lig.coracohumerale), je vesilo zgornjega uda, saj omogoča njegovo nošenje brez naprezanja mišic. Razpeta je med korakoidnim odrastkom in veliko grčico nadlahtnice (tuberculum majus).
- Korakoakromialna vez (lig.coracoacromiale), ki je razpeta med akromionom in korakoidnim odrastkom, Obe strukturi se nahajata na lopatici. Zaradi te vezi, lahko dvignemo nadlakt v odročenju (abdukcija) le do vodoravne smeri, saj zadrži nadlaht.

## Gibi v ramenskem sklepu
Ohlapna ovojnica in razmerje med sklepnima površinama omogočata sklepu veliko gibljivost. Možni so naslednji gibi:
- Predročenje (anteflexio), dviganje iztegnjenega uda navzpred,
- zaročenje (retroflexio), dviganje iztegnjenega uda navzad,
- odročenje, abdukcija (abductio), odmikanje uda od trupa,
- priročenje, addukcija (adductio), primikanje uda k trupu,
- medialna, notranja rotacija (rotatio), vrtenje uda okoli vzdolžne osi,sprednja površina uda se približa mediani ravnini,
- lateralna, zunanja rotacija sprednja stran uda se premakne stran od mediane ravnine,
- kroženje,cirkumdukcija (circumducti), ud opisuje s svojim gibanjem stožec, katerega vrh je v samem sklepu. Ta gib je kombinacija predročenja, zaročenja, odročenja in priročenja.

## Mišice ramenskega sklepa
Mišice, ki omogočajo gibanje v ramenskem sklepu so naslednje:
- Glavna fleksorja, mišici, ki izvajata predročenje sta deltasta mišica (m.deltoideus) in velika prsna mišica (m.pectoralis major). Pri gibu sodelujeta tudi dvoglava nadlaktna mišica (m.biceps brachii) in pazdušna mišica (m.coracobrachialis).
- Glavni ekstenzor (zaročenje) je široka hrbtna mišica (m.latissimus dorsi).
- Glavni abduktor roke je deltasta mišica, predvsem njena centralna vlakna. Pri gibu sodeluje tudi nadgrebenčnica (m.supraspinatus).
- Glavna adduktorja roke sta velika prsna mišica in velika hrbtna mišica.
- Glavni medialni rotator je podlopatična mišica (m.subscapularis).
- Glavni lateralni rotator je podgrebenčnica (m.infraspinatus).

## Sluzniki ramenskega sklepa
Sluzniki (bursa synovialis) so pomožni aparati sklepa. Vsebujejo sinovialno tekočino in se nahajajo na mestih, kjer kita drgne ob kost in kjer med kostjo in mišicami ni mišic ali drugega tkiva. Glavna naloga sluznikov je torej zmanjšati trenje. Pri ramenskem sklepu so še posebej pomembne tiste, ki komunicirajo s sklepno votlino sklepa.
- Podlopatični sluznik (bursa subscapularis), se nahaja pod med kito podlopatične kite in vratom lopatice (collum scapulae). Navadno komunicira s skleno votlino sklepa.
- Podakromialni sluznik (bursa subacromialis), znan tudi pod imenom poddeltasti sluznik (bursa subdeltoidea). Ta veliki sluznik se nahaja med deltasto mišico, kito podgrebenčnice in fibrozno sklepno ovojnico. Ta sluznik v večini primerov ne komunicira s sklepno votlino.